# Mark (Illinois)
Mark es una villa ubicada en el condado de Putnam en el estado estadounidense de Illinois. En el Censo de 2010 tenía una población de 555 habitantes y una densidad poblacional de 189,97 personas por km².

## Geografía
Mark se encuentra ubicada en las coordenadas 41°15′44″N 89°15′19″O / 41.26222, -89.25528. Según la Oficina del Censo de los Estados Unidos, Mark tiene una superficie total de 2.92 km², de la cual 2.92 km² corresponden a tierra firme y (0%) 0 km² es agua.

## Demografía
Según el censo de 2010, había 555 personas residiendo en Mark. La densidad de población era de 189,97 hab./km². De los 555 habitantes, Mark estaba compuesto por el 98.02% blancos, el 0% eran afroamericanos, el 0.36% eran amerindios, el 0.18% eran asiáticos, el 0% eran isleños del Pacífico, el 1.44% eran de otras razas y el 0% pertenecían a dos o más razas. Del total de la población el 3.6% eran hispanos o latinos de cualquier raza.